# Eric Frattini
Eric Frattini (Lima, Perú, 15 de diciembre de 1963) es un ensayista, novelista, corresponsal en Oriente Medio, periodista, explorador, profesor universitario, analista político, guionista de televisión, y conferenciante de nacionalidad peruana y española.

## Biografía
Fue corresponsal en Oriente Medio, residió en Beirut (Líbano), Nicosia (Chipre) y Jerusalén (Israel) para el Grupo Prisa, la Cadena SER y la NBC News.
En 1993 fue nombrado jefe de la segunda unidad de la United Nations TV, para la que cubrió las guerras de Yugoslavia, Chechenia, Nagorno-Karabaj, Somalia, Ruanda o el Congo.
Ha dado cursos y conferencias sobre seguridad y terrorismo islámico a fuerzas policiales, de seguridad e inteligencia de España, Reino Unido, Portugal, Rumanía, Ucrania o Estados Unidos.
Es autor de 30 ensayos y 4 novelas, que han sido traducidos a dieciséis idiomas y publicados en diferentes países como Portugal, Italia, Francia, Holanda, Dinamarca, Países Árabes, Rumania, Chequia, México, Bulgaria, Polonia, Rusia, Brasil, Estados Unidos, Reino Unido, Irlanda, Canadá, Nueva Zelanda y Australia.
En 2015 tras la muerte de su amigo, el también escritor Luís Miguel Rocha, víctima del cáncer, decidió organizar la expedición Reto Pelayo Vida contra el cáncer ascendiendo al monte Kilimanjaro con cinco mujeres que habían padecido esta enfermedad. En noviembre de 2016 atravesó el océano Atlántico dentro del Reto Pelayo Vida con cinco mujeres que habían sufrido cáncer de mama en 13 días y 8 horas. En 2017 llevó a cinco mujeres supervivientes de cáncer hasta el Polo Norte. En 2018, hasta el valle del Annapurna. En 2019, a los Andes para ascender el volcán Acotango y el Nevado Sajama. En 2020, dando la vuelta a España a bordo de un V70 de la Volvo Ocean Race. En 2021, uniendo a vela el puerto de Vigo con el paralelo 66 Norte, el mítico círculo polar ártico. En 2022 atravesando Jordania, uniendo el mar Muerto, la mítica ciudad de Petra, el desierto del Wadi Rum y las aguas del Mar Rojo. Hoy el Reto Pelayo Vida se ha convertido en el proyecto deportivo de sensibilización en la prevención del cáncer más importante a escala internacional, según el Diario Marca.
En marzo de 2017, organizó una expedición llamada Aventura C95 Stop Bullying, a Perú con ocho niños y niñas que habían sufrido acoso escolar. La expedición visita al arqueólogo Walter Alva y el Señor de Sipán; la ciudad de Cuzco; Machu Picchu; el Valle Sagrado de los Incas; y la selva amazónica peruana de Madre de Dios, navegando por el río Urubamba.
También ha producido documentales para canales como TVE, RTVE Play, Discovery Channel, Eurosport, Prime Video o National Geographic. Entre ellos: El desorden de las Cosas (2015), En Nombre de Sharon (2016), Ímaqa (2017), De sueños y pesadillas (2017), Por todas. Desafiando el Annapurna (2018), 20.000 pies. Tan lejos, tan cerca (2019), La línea infinita (2020), Cuando llegue la tormenta (2021), En el Valle de la Luna (2022), Voces en el hielo (2023), La huella y el tiempo (2024) o Antártida (2025).

## Escritor y periodista
Cuatro de sus novelas El Quinto Mandamiento, El Laberinto de Agua, El Oro de Mefisto, La lenta agonía de los peces todas ellas publicadas por Espasa-Calpe, han sido traducidas a varios idiomas.
Se ha especializado en temas relacionados con el terrorismo y el Vaticano, confesando que utiliza la escritura como arma para luchar contra los oscuros entresijos del poder político y económico.
Su libro The Entity. Five Centuries of Secret Vatican Espionaje, la historia del servicio de inteligencia del Vaticano editado por MacMillan Publishers en 2008, entró a formar parte de la biblioteca de estudios de inteligencia de la CIA en Langley, Virginia.
Sus amplios conocimientos sobre los interiores del Vaticano y su política han hecho que el autor se convierta en asesor en grandes producciones cinematográficas centradas en el mundo de la curia romana. 
Entre estás se encuentran La piel del Tambor (2022) dirigida por Sergio Dow y basada en la novela del escritor Arturo Pérez Reverte; El exorcista del papa (2023) dirigida por Julius Avery y protagonizada por el actor Russell Crowe; El Exorcismo (2024) dirigida por Joshua John Miller y protagonizada por el actor Russell Crowe y Sam Worthington; o Cónclave (2024) dirigida por Edward Berger y protagonizada por Ralph Fiennes, Stanley Tucci o John Lithgow.

## Televisión
Es contertulio asiduo de los programas Cuarto milenio y Horizonte dirigidos por el periodista Iker Jiménez tanto en su versión televisiva, como radiofónica, así como en programas de debate donde se hable de temas relacionados con la Iglesia, terrorismo yihadista o los servicios secretos, especialmente los norteamericanos.
También colabora habitualmente en programas como Espejo público en Antena 3 presentado por Susanna Griso, Más vale tarde en La Sexta presentado por Mamen Mendizabal, Cuatro al día en Cuatro presentado por Ana Terradillos, en Diario de la noche en Telemadrid presentado por Ana Samboal o en La mesa del coronel presentado por Pedro Baños Bajo.
En el año 2023, recibe la Antena de Oro de la Asociación de Profesionales de Radio y Televisión de España, por su producción titulada «En el Valle de la Luna» sobre el Reto Pelayo Vida en Jordania y emitida en Prime Video. 
En el año 2024, es nombrado académico de la Academia de Televisión y de las Ciencias y Artes del Audiovisual de España de España.

## Periodismo de investigación
Su extensa obra en periodismo de investigación le ha llevado a vaticinar asuntos del Vaticano, como cuando predijo en su libro Los cuervos del Vaticano. Benedicto XVI en la encrucijada la retirada de Benedicto XVI cinco meses antes de que esta se produjera.
Este tipo de declaraciones le ha enfrentado a posibles demandas, sin que finalmente haya prosperado ninguna de ellas. En 2005, tras la salida de su libro ONU, Historia de la corrupción, en la que realizaba acusaciones abiertas contra altos miembros de la organización, recibió una amenaza de demanda por parte del ACNUR y de su entonces presidente, el holandés Ruud Lubbers, tras ser acusado por Frattini de haber llevado a cabo un acoso sexual continuado sobre varias funcionarias. La demanda no siguió adelante y Lubbers se vio obligado a dimitir por ser ciertas las acusaciones.
En 2012, tras la salida de su libro Los cuervos del Vaticano. Benedicto XVI en la encrucijada en Italia, el autor fue citado por el juez antimafia de Trapani para ser interrogado por sus informaciones aparecidas en la misma obra, sobre la red de blanqueo de capitales del poderoso capo y jefe de la Comisión de Cosa nostra, Matteo Messina Denaro, sucesor de Bernardo Provenzano, a través del Banco Vaticano.
Otra de las polémicas desatada por Frattini en este libro, fue la revelación del documento secreto enviado desde la nunciatura apostólica en Madrid al cardenal Tarcisio Bertone, responsable de la Secretaría de Estado de la Santa Sede en el que se comunica que la organización terrorista ETA pide permiso para utilizar la sede de la nunciatura como punto de encuentro para una posible reunión con miembros del gobierno de José Luis Rodríguez Zapatero.
El propio Bertone indica en otro de los documentos secretos publicados por el autor, que su nuncio apostólico consulte la cuestión con Alfredo Pérez Rubalcaba del PSOE y entonces vicepresidente del Gobierno, y con Jaime Mayor Oreja del PP, entonces ex Ministro del Interior y eurodiputado.
En el año 2012, su nombre aparece en diez de los correos electrónicos filtrados por WikiLeaks la página web de filtraciones dirigida por Julian Assange en la llamada Filtración de correos de Stratfor en 2012. Tres de ellos tratan sobre el Vaticano, uno sobre Irak y seis sobre Israel y Palestina.

## Premios
En 2013, recibió en Italia el II Premio Nacional de Investigación Periodística por su trabajo de investigación sobre el escándalo de Vatileaks y que dio lugar a la publicación del libro Los cuervos del Vaticano. Benedicto XVI en la encrucijada publicada por Espasa-Calpe en España y por Sperling & Kupfer en Italia.
En julio del mismo año, recibió en la isla italiana de Lípari el Premio Strillaerischia 2013. El nombre del premio, Strill (Gritar) e Rischia (Riesgo) lo concede el diario Strill de Regio de Calabria a aquellos periodistas que se hayan destacado en su labor informativa en zonas de alto riesgo. Le fue concedido el premio por su trabajo en unidades de combate de la Fuerza Internacional de Asistencia para la Seguridad (ISAF) en Afganistán. Este premio ha sido también concedido a periodistas y escritores como Roberto Saviano, autor de Gomorra, Salman Rushdie, autor de Los versos satánicos, o Susan Dabbous, periodista italiana de origen sirio que sería secuestrada en Siria por el Frente Al Nusra y liberada pocas semanas después.
En noviembre del año 2023, la Asociación de Radio y Televisión de España le concedió el prestigioso premio de la Antena de Oro por la producción del documental titulado En el valle de la Luna sobre cinco mujeres supervivientes de cáncer que consiguieron atravesar el desierto de Jordania y escalar su cumbre más alta, dentro de la expedición conocida como Reto Pelayo Vida.

## Publicaciones
- La Entrevista. El arte y la ciencia (1994) ISBN 84-7754-202-3 Prólogo de Iñaki Gabilondo[13]
- Tiburones de la Comunicación (1996) ISBN 84-368-0984-X Prólogo de Joaquín Estefanía[14]
- Guía Básica del Cómic (1998) ISBN 84-8068-054-7[15]
- Guía de las Organizaciones Internacionales (1998) ISBN 84-89784-60-4 Prólogo de Felipe González
- Osama bin Laden, la espada de Alá (2002) ISBN 978-84-9734-024-8
- Mafia S.A. 100 años de Cosa Nostra (2002) ISBN 978-84-670-1753-3
- Irak, el Estado incierto (2003) ISBN 978-84-670-0411-3 Prólogo de Gustavo de Arístegui
- Secretos Vaticanos (2003) ISBN 978-84-414-1408-2 Prólogo de José Manuel Vidal
- La Santa Alianza, cinco siglos de espionaje vaticano (2004) ISBN 978-84-670-1893-6
- ONU, Historia de la corrupción (2005) ISBN 978-84-670-1933-9 enlace
- CIA, Historia de la Compañía (2006) ISBN 978-84-414-1707-5
- KGB, Historia del Centro" (2006) ISBN 978-84-414-1708-3
- MOSSAD, Historia del Instituto (2006) ISBN 978-84-414-1744-1
- MI6, Historia de la Firma (2006) ISBN 978-84-414-1745-8
- La Conjura, Matar a Lorenzo de Medici (2006) ISBN 978-84-670-2210-0
- Kidon, los verdugos de Israel (2006) ISBN 84-9734-472-3
- El Polonio y otras maneras de matar. Así asesinan los servicios secretos (2007) ISBN 978-84-670-2511-8
- El Quinto Mandamiento (2007) ISBN 978-84-670-2442-5
- Los Espías del Papa (2008) ISBN 978-84-670-2707-5
- CIA. Joyas de Familia (2008) ISBN 978-84-270-3442-6 Prólogo de Jorge Dezcallar y Jorge Manuel Jacob da Silva de Carvalho en su edición portuguesa
- El Laberinto de Agua (2009) ISBN 978-84-670-3053-2
- Los Papas y el Sexo. De san Pedro a Benedicto XVI (2010) ISBN 978-84-670-3210-9 Prólogo de Antonio Piñero
- El Oro de Mefisto (2010) ISBN 978-84-670-3422-6
- Mossad: Los verdugos del Kidon (2011) ISBN 978-84-9734-472-2
- Los cuervos del Vaticano. Benedicto XVI en la encrucijada (2012) ISBN 978-84-670-0939-2
- La Lenta agonía de los peces (2013) ISBN 978-84-670-2864-5
- Italia, sorvegliata speciale (2013) ISBN 978-88-6833-029-3
- La CIA en el Vaticano. De Juan Pablo II a Francisco (2014) ISBN 978-88-200-5663-6
- Muerte a la Carta. 50 últimas cenas de 50 grandes personajes de la historia (2014) ISBN 978-84-943301-0-0 Prólogo de Juan Echanove
- La CIA en el Vaticano. De Pío XII a Pablo VI (2015) ISBN 978-88-200-5663-6
- ¿Murió Hitler en el búnker? (2015) ISBN 978-84-9998-474-2
- El libro negro del Vaticano. (2016) ISBN 978-84-670-4631-1
- La isla del día siguiente. Crónica de una travesía por el Océano Pacífico (2016) ISBN 978-84-945766-5-2 Prólogo de Diego Fructuoso
- Manipulando la historia. Operaciones de Falsa Bandera. Del Maine al Golpe de estado de Turquía. (2017) ISBN 978-84-9998-584-8 Prólogo de Pedro Baños Bajo
- La Huida de las Ratas. Cómo escaparon de Europa los criminales de guerra nazis (2018) ISBN 978-84-9998-667-6
- Los Científicos de Hitler. Historia de la Ahnenerbe (2021) ISBN 978-84-670-6109-3 Prólogo de Diego Moldes
- Mossad el largo brazo de Israel (2021) ISBN 978-84-18151-42-2
- El libro negro de Vladímir Putin (2022) ISBN 978-84-670-6767-5 Pág. 433 coordinado por Galia Ackerman y Stéphane Courtois
- El paciente A. Historia médica de Adolf Hitler (2025) ISBN 978-84-670-7560-1  Prólogo Doctor José Cabrera y Forneiro[16][17]
- Cónclave. La Iglesia después de Francisco (2025) ISBN 978-84-670-7796-4